# Дёмина, Галина Яковлевна
Галина Яковлевна Дёмина (5 декабря 1925, Нижний Новгород — 8 октября 2005, Москва) — советская и российская актриса. Народная артистка России (1996).

## Биография
В детстве с сестрой устраивала домашний театр. Во время Великой Отечественной войны Галина работала в госпитале и делала первые шаги на арене в эстрадно-цирковом училище.
В 1944 году поступила в студию при Горьковском театре драмы имени Горького, а в 1947 году окончив обучение, была принята в труппу театра. В театре она начинала как травести.
В 1971 году горьковчане приехали на гастроли в Москву, где в спектакле «Моё сердце с тобой» Галину Дёмину в роли Настасьи увидел режиссёр Борис Равенских и пригласил на работу в Малый театр.
14 сентября 1971 года актрисе присвоено звание заслуженой артистки РСФСР, 9 апреля 1996 года народной артистки России.
25 октября 1999 года удостоена Благодарности Президента Российской Федерации
Особое место в творчестве актрисы занимали роли в пьесах А. Н. Островского. Последний раз на сцену Малого театра Галина Яковлевна выходила 6 октября 2005 года в роли Анфисы Тихоновны в спектакле «Волки и овцы».
Скончалась 8 октября 2005 года в Москве. Похоронена в Москве на Перепечинском кладбище.

## Театр
горьковский театр драмы
- Егорушка («Бедность не порок»)
- Родион Юркин («Молодая гвардия»)
- Робин («Виндзорские насмешницы»)
- Вальтер («Губернатор провинции»)
- Вовка («Рассвет над Москвой»)
- Катя («В добрый час»)
- Нелли («Униженные и оскорбленные»)
- Меля («Мораль пани Дульской»)
- Серёжа («Анна Каренина»)
- Зинка («Иркутская история»)
- Наталья Павловна («Женский монастырь»)
- Старуха («Жили-были старик со старухой»)
- Евдокия Ивановна («Свадьба на всю Европу»)
- Графиня Хрюмина («Горе от ума»)
- Арина Ивановна («Дети Ванюшина»)
- Портной-еврей («Чрезвычайный посол» бр. Тур)
- Настасья («Моё сердце с тобой»)
- Таисия («Достигаев и другие» М. Горького)
- Верочка («Последние» М. Горького)

Малый театр
- 1974 — Франтишка — «Одиннадцатая заповедь» Франтишека Шамберка
- 1976 — Агафья — «Беседы при ясной луне» Василий Шукшина
- 1976 — тётя Саша — «Так и будет» Константина Симонова (ввод)
- 1976 — Ильичиха — «Беседы при ясной луне» В. М. Шукшина (ввод)
- 1976 — Трефена — «Над светлой водой» В. Белова
- 1977 — Синица — «Ураган» А. В. Софронова (ввод)
- 1978 — Милочка — «Золотые костры» И. В. Штока (ввод)
- 1978 — Клячкина — «Возвращение на круги своя» И. Друцэ
- 1980 — Бальзаминова — «Женитьба Бальзаминова» А. Н. Островского
- 1980 — Марья — «Любовь Яровая» К. А. Тренева (ввод)
- 1981 — Штопалиха — «Ивушка неплакучая» М. Н. Алексеева (ввод)
- 1981 — Нина Ивановна — «Ретро» А. М. Галина
- 1982 — Пошлепкина — «Ревизор» Н. В. Гоголя
- 1982 — Авдотья Степановна — «Ивушка неплакучая» М. Н. Алексеева (ввод)
- 1983 — Арина Ивановна — «Дети Ванюшина» С. А. Найденова
- 1985 — Целованьева — «Зыковы» М. Горького
- 1987 — мать Акима — «Сон о белых горах» В. Астафьева
- 1987 — Глумова — «На всякого мудреца довольно простоты» А. Н. Островского (ввод)
- 1991 — Бригитта — «Кетхен из Хайльбронна» Г. Клейста
- 1992 — Карпухина — «Дядюшкин сон» Ф. М. Достоевского
- 1993 — Мигачева — «Не было ни гроша, да вдруг алтын» А. Н. Островского
- 1996 — Медведева — «Чудаки» М. Горького
- 1996 — Фоминишна — «Свои люди — сочтёмся» А. Н. Островского
- 1998 — Маланья — «Трудовой хлеб» А. Н. Островского
- 1998 — Сторожиха — «Воскресение» Л. Н. Толстого
- 2002 — Анфуса Тихоновна — «Волки и овцы» А. Н. Островского (ввод)
- 2004 — Анфиса, нянька — «Три сестры» А. П. Чехова
- Феона — («Не всё коту масленица» А. Н. Островского)

## Фильмография
- 1971 — Веришь, не веришь — тетя Поля, мать Тони
- 1974—2004 — Ералаш — няня Арина Родионовна
- 1977 — Вызов — Мария Кирилловна
- 1981 — Беседы при ясной луне (фильм-спектакль) — Ильичиха
- 1981 — Полынь — трава горькая — Авдотья, мать Трофима
- 1981 — Прощание — Сима, подруга Дарьи
- 1982 — Дети Ванюшина (фильм-спектакль) — Арина Ивановна
- 1982 — Однолюбы — Елена Фёдоровна, жена Лаврентия
- 1983 — Взятка. Из блокнота журналиста В. Цветкова — Вера Семеновна Михова
- 1983 — Подросток — квартирная хозяйка
- 1983 — Прости меня, Алёша — Сигматуллина, акушерка
- 1984 — Вера, надежда, любовь — баба Маша, мать Калашникова
- 1984 — Повести Белкина. Метель (фильм-спектакль) — Прасковья Петровна
- 1984 — Ретро (фильм-спектакль) — Нина Ивановна Воронкова, старуха-«невеста», в прошлом — медсестра в психбольнице
- 1985 — Не ходите, девки, замуж — Даниловна
- 1986 — Борис Годунов — старуха
- 1986 — Женитьба Бальзаминова (фильм-спектакль) — Бальзаминова
- 1986 — Зонтик для новобрачных — мама Веры
- 1986 — Карусель на базарной площади — тётка Груня
- 1986 — Мой любимый клоун (фильм-спектакль) — дежурный врач
- 1987 — Байка — старушка
- 1987 — Гардемарины, вперед! — нянька Вера
- 1987 — Запомните меня такой — общественница
- 1987 — Зыковы (фильм-спектакль) — Целованьева
- 1987 — Суд в Ершовке — Краюшкина
- 1988 — 86400 секунд работы дежурной части милиции
- 1988 — Радости земные — домработница
- 1989 — Мир в другом измерении (Фильм № 1 «Казенный дом») — Маруся, хозяйка квартиры
- 1990 — Аферисты — бабка в церкви
- 1990 — Бес в ребро — Надежда Капитоновна Юркова, продавщица цветов
- 1990 — Сообщница — Анна Андреевна
- 1991 — Пока гром не грянет — бабка
- 1992 — Бег по солнечной стороне — пенсионерка
- 1992 — На тебя уповаю — санитарка в психушке
- 1992 — Только не уходи
- 1994 — Дом на камне
- 1994 — Три сестры — Анфиса, нянька
- 1994 — Чёрный клоун
- 1998 — Му-Му
- 1998 — Не послать ли нам… гонца? — жена старика с гробом
- 1999 — Трудовой хлеб (фильм-спектакль) — Маланья, кухарка (Корпелов зовёт её Аглаей)
- 2000 — Граница. Таежный роман — баба Вера
- 2000 — Третьего не дано
- 2000 — Чудаки (фильм-спектакль) — Медведева
- 2001 — Не покидай меня, любовь — старушка
- 2001 — Сыщик с плохим характером — эпизод
- 2003 — А поутру они проснулись — баба Маня
- 2003 — Не привыкайте к чудесам — Мария Ефимовна
- 2003 — Таксистка-1 (6 серия) — Мария, жена деда Ивана
- 2004 — Тайный знак-3. Формула счастья — эпизод
- 2005 — Доктор Живаго — эпизод
- 2005 — Жених для Барби — бабушка с куклой
- 2005 — Самая красивая — акушерка
- 2006 — Тихий Дон — сваха
- 2007 — Мороз по коже — бабушка Васи